# Brenner (Fußballspieler, 1994)
Brenner Marlos Varanda de Oliveira, oder einfach Brenner (* 1. März 1994 in Várzea Grande), ist ein brasilianischer Fußballspieler.

## Karriere
Brenner erlernte das Fußballspielen in der Jugendmannschaft von EC Juventude in Caxias do Sul. Hier unterschrieb er 2012 auch seinen ersten Vertrag. Bis Mitte 2016 spielte er 15 Mal für den Club und schoss dabei sechs Tore. Im Juli 2016 wechselte er nach Porto Alegre zu Internacional Porto Alegre, wo er einen Dreijahresvertrag unterschrieb. Während der drei Jahre wurde er dreimal ausgeliehen. Die erste Ausleihe erfolgte nach Rio de Janeiro zu Botafogo FR. Mit dem Verein gewann er 2018 die Staatsmeisterschaft von Rio Grande do Sul. 2019 wurde er von Goiás EC aus Goiânia sowie vom Avaí FC aus Florianópolis ausgeliehen. Mit Goiás belegte er den zweiten Platz der Staatsmeisterschaft von Goiás. Nachdem sein Vertrag im Dezember 2019 ausgelaufen war, wechselte er nach Asien. Hier unterschrieb er einen Vertrag beim thailändischen Club Bangkok United. Bei dem Verein aus der Thai League absolvierte er in der Spielzeit 2020/21 zehn Erstligaspiele und erzielte dabei drei Treffer. Anfang 2021 war er für sechs Monate vertrags- und vereinslos. Im Juli 2021 schloss er sich bis Saisonende dem japanischen Zweitligisten Fagiano Okayama an. Für den Verein aus Okayama bestritt er zwei Zweitligaspiele. Im Januar 2022 kehrte er wieder nach Brasilien zurück. Hier verpflichtete ihn der Drittligist Clube do Remo.

## Erfolge
EC Juventude
- Campeonato Brasileiro de Futebol – Série D: 2013 (2. Platz)
- Campeonato Gaúcho de Futebol: 2016 (2. Platz)

Botafogo FR
- Staatsmeisterschaft von Rio Grande do Sul: 2018

Goiás EC
- Staatsmeisterschaft von Goiás: 2019 (2. Platz)